# Ede (Niederlande)
Ede [ˈedɘ] (anhörenⓘ) ist eine Stadt und Gemeinde der niederländischen Provinz Gelderland. Am 1. Januar 2025 hatte die Gemeinde 124.262 Einwohner, die Stadt selbst nur etwa 81.000. Die Gesamtfläche beträgt 318,62 km² und ist somit die fünftgrößte Gemeinde der Niederlande nach Het Hogeland, Noordoostpolder, Midden-Drenthe und Apeldoorn. In der Gemeinde liegen, nebst Ede selbst, auch die Dörfer Bennekom, Deelen, Ederveen, Harskamp, De Klomp, Lunteren, Otterlo, Wekerom sowie Teile von Hoenderloo.

## Lage und Wirtschaft
Ede liegt im Südwesten des Waldgebietes Veluwe, an der Autobahn A12, und Eisenbahnstrecke Amsterdam – Utrecht – Arnhem, einer weiteren Autobahn (A30 mit dem Knooppunt Maanderbroek) und an der Eisenbahnnebenstrecke nach Barneveld. Gute Straßen führen nach Apeldoorn, dem südlichen Nachbarn Wageningen, und westlich nach Veenendaal. Im Nordosten von Lunteren befindet sich der geografische Mittelpunkt der Niederlande.
Die bis 2002 wichtige Kunstfaserindustrie (AKU – Akzo) hat Ede verlassen. An ihrer Stelle sollen Kleinbetriebe und mehr Tourismus neue Arbeitsplätze schaffen. Für die Wirtschaft Edes sind am wichtigsten:
- der Tourismus (wegen der Heide – „Ginkelse Heide“, der Wälder usw.); der Naturpark „Hoge Veluwe“ liegt größtenteils auf dem Gebiet von Ede
- die Landwirtschaft (im Westen der Gemeinde: „Gelderse Vallei“ mit Hühnerzucht)
- der Dienstleistungsbereich (Altersheime und andere Heilinstitute, Konferenzzentren)
- das Militär (es gibt mehrere Kasernen und Truppenübungsplätze in der Gemeinde).

In Ede und Bennekom leben auch Pendler, die in Utrecht und Arnheim arbeiten.

## Geschichte
Das Gebiet Edes lieferte den Archäologen viele Funde, unter anderem aus Hügelgräbern der Jungsteinzeit und der Bronzezeit. Ob rund 30.000 Jahre v. Chr. schon die Neandertaler hier lebten, ist noch nicht geklärt. Später aber lebten im heutigen Ede lange Zeit germanische Stämme, unter anderem um 400 n. Chr. die Chamaven. Im Frühmittelalter entstanden Ede und Bennekom als kleine Bauerndörfer. Ede wird 1216, Lunteren 1300 in Schenkungsurkunden erwähnt. Nach der Reformation wurden die Dörfer bald protestantisch, in Lunteren aber konnten sich die Katholiken noch ein Jahrhundert behaupten. Eine uralte sandige Handelsstraße, auch „Hessenweg“ genannt, verband die Messestädte Köln und Frankfurt mit Utrecht und lief von Arnheim über Ede nach Amersfoort. Diese so genannte Itinerare waren bei den Reisenden und Kaufleuten sehr beliebt. Die hessischen Fuhrleute freuten sich wiederum weit über die deutsche Grenze hinaus eines guten Rufes. Wachstum trat erst ab 1840 ein, als die Eisenbahnlinie Utrecht – Arnheim eröffnet wurde und der alte „Reichsweg Arnheim – Utrecht“, sodann kurz vor dem Zweiten Weltkrieg die Autobahn Arnheim – Utrecht (auch Hazepad genannt), und dazu mehrere Landstraßen kamen. Im Jahr 1902 kam die Eisenbahn Ede – Barneveld hinzu. Das ermöglichte den Tourismus in die nahegelegene Veluwe und die Ansiedlung von Sanatorien usw. Die Kunstfaserfabrik des Akzo-Nobel-Konzerns (ehemals AKU) war hier von etwa 1920–2002 ansässig. Ab etwa 1880 wurden Ede und Harskamp wichtige Garnisonsorte des niederländischen Heeres.
Die nationalsozialistische NSB errichtete auf dem Goudsberg nahe Lunteren eine Nationaal Tehuis genannte Versammlungsstätte (vergleichbar mit dem – wesentlich größeren – Reichsparteitagsgelände in Nürnberg), wo von 1936 bis 1940 insgesamt 6 große Parteiversammlungen (Hagespraken) stattfanden.
Während der Operation Market Garden im Zweiten Weltkrieg wurde der südliche Teil von Ede am 17. September 1944 bombardiert. Es gab zahlreiche zivile Opfer. Eine der Landezonen der alliierten Luftlandetruppen, der britischen 1. Luftlandedivision, lag in Ede im Bereich der Ginkelse Heide. Befreit wurde Ede im Frühjahr 1945 durch kanadische Truppen.

## Politik

### Bürgermeister
Seit dem 8. September 2017 ist René Verhulst (CDA) amtierender Bürgermeister der Gemeinde.

### Kollegium von Bürgermeister und Beigeordneten
Das Kollegium besteht für den Zeitraum von 2018 bis 2022 aus Mitgliedern der Koalitionsparteien CDA, ChristenUnie, GemeenteBelangen, GroenLinks und VVD. Folgende Personen gehören zum Kollegium und sind in folgenden Bereichen zuständig:
| Name                  | Partei           | Ressort |
| --------------------- | ---------------- | --- |
| Willemien Vreugdenhil | CDA              | Wirtschaft, lebendiges Stadtzentrum, Programm für das ländliche Umland, agrarische und veterinäre Angelegenheiten/Tierwohl, Umweltgesetz (koordinierende Beigeordnete), Natur und Landschaft sowie Biodiversität, Grundprobleme, Wohl und Bezirk-Ansatz                                            |
| Leon Meijer           | ChristenUnie     | Jugend und -hilfe, Bildung sowie früh- und vorschulische Erziehung, soziale Infrastruktur, öffentliches Gesundheitswesen, sicheres Zuhause, Suchthilfe, öffentliche und geistige Gesundheitspflege, Wissen-Achse Ede-Wageningen, Essen, WFC, Verwaltung der Region FoodValley, Finanzen, Luftfahrt |
| Peter de Pater        | GemeenteBelangen | Sport, Erholung und Tourismus, Verkehr und Transport, Raumplanung, Eisenbahn-Zone, Facilitymanagement |
| Lex Hoefsloot         | GroenLinks       | Nachhaltigkeit, Umwelt und Klima, BOR, Wohnen, Immobilien, Sozialhilfegesetz und Gesetz für außergewöhnliche Behandlungskosten im Gesundheitswesen, Diskriminierung und Emanzipation sowie Integration, soziale Inklusion, Kommunikation, öffentliche Angelegenheiten, Bürgerpartizipation         |
| Hester Veltman-Kamp   | VVD              | Partizipationsgesetz, Arbeit und Einkommen, Arbeitskraft, Arbeitsmarkt-Region FoodValley, Euregio, koordinierende Beigeordnete für Lebensqualität, Kultur, Personal und Organisation, Aufrechterhaltung des Verwaltungsrechtes, Digitalisierung und privater Lebensbereich                         |

Das Amt des Gemeindesekretärs wird von Jeroen van Delden ausgeübt.

### Sitzverteilung im Gemeinderat
Der Gemeinderat wird seit 1982 folgendermaßen gebildet:
| Partei                     | Sitze a | Sitze a | Sitze a | Sitze a | Sitze a | Sitze a | Sitze a | Sitze a | Sitze a | Sitze a | Sitze a |
| Partei                     | 1982    | 1986    | 1990    | 1994    | 1998    | 2002    | 2006    | 2010    | 2014    | 2018    | 2022    |
| -------------------------- | ------- | ------- | ------- | ------- | ------- | ------- | ------- | ------- | ------- | ------- | ------- |
| SGP                        | 5       | 6       | 6       | 6       | 6       | 6       | 6       | 6       | 7       | 7       | 7       |
| ChristenUnie               | –       | –       | –       | –       | –       | 5       | 6       | 6       | 6       | 6       | 6       |
| GemeenteBelangen Ede       | 1       | 2       | 2       | 4       | 3       | 2       | 4       | 4       | 5       | 5       | 5       |
| D66                        | 1       | 1       | 3       | 3       | 1       | 1       | 1       | 2       | 4       | 3       | 4       |
| CDA                        | 12      | 11      | 11      | 8       | 8       | 10      | 8       | 7       | 6       | 6       | 4       |
| Burgerbelangen             | –       | –       | –       | –       | –       | –       | 0       | 1       | 2       | 2       | 3       |
| GroenLinks                 | –       | –       | 2       | 2       | 3       | 3       | 3       | 3       | 2       | 4       | 3       |
| Progressief Ede            | 2       | 1       | 2       | 2       | 3       | 3       | 3       | 3       | 2       | –       | –       |
| VVD                        | 9       | 7       | 5       | 6       | 7       | 5       | 5       | 6       | 4       | 4       | 2       |
| PvdA                       | 5       | 7       | 5       | 4       | 5       | 4       | 6       | 4       | 3       | 1       | 2       |
| Mens en Milieu Ede         | –       | –       | –       | –       | –       | –       | –       | –       | –       | –       | 1       |
| Democratische Partij Ede b | –       | –       | –       | –       | –       | –       | –       | –       | –       | 1       | 1       |
| FvD                        | –       | –       | –       | –       | –       | –       | –       | –       | –       | –       | 1       |
| Liberaal Ede/Leefbaar Ede  | –       | –       | –       | –       | –       | 2       | –       | –       | –       | –       | –       |
| REde’98                    | –       | –       | –       | –       | 1       | 1       | –       | –       | –       | –       | –       |
| RPF                        | 2       | 2       | 3       | 4       | 5       | –       | –       | –       | –       | –       | –       |
| GPV                        | 2       | 2       | 3       | 4       | 5       | –       | –       | –       | –       | –       | –       |
| Gesamt                     | 37      | 37      | 37      | 37      | 39      | 39      | 39      | 39      | 39      | 39      | 39      |

Anmerkungen

## Sehenswürdigkeiten
- Ede und Bennekom haben beide im Ortskern eine spätmittelalterliche Kirche, die Oude Kerk und die Alexanderkerk.
- In Otterlo befindet sich ein Fliesenmuseum, in Ede ein Heimatmuseum mit archäologischen Fundstücken.
- Ein kleiner Teil der Kasernen ist als Militärmuseum dem Publikum zugänglich, u. a. das Museum des niederländischen Fernmeldedienstes („Verbindingsdienst“).
- In Otterlo befindet sich auch das Kröller-Müller-Museum, in dem sich die zweitgrößte Vincent van Gogh -Sammlung der Welt befindet. Das Museum geht auf die deutschstämmige Kunstsammlerin Helene Kröller-Müller zurück.

Parkanlagen
- Der wichtigste Naturpark ist „Hoge Veluwe“ mit dem Kröller-Müller-Museum bei Otterlo.
- Weitere wichtige Naturgebiete der Veluwe auf dem Grundgebiet von Ede, die sich unter anderem für Wanderungen und Radtouren eignen, sind:
  - Ginkelse Heide (zum Teil Militärgelände: bei Schießübungen gesperrt)
  - Planken-Wambuis
  - Driesprong
  - Deelerwoud

## Bilder

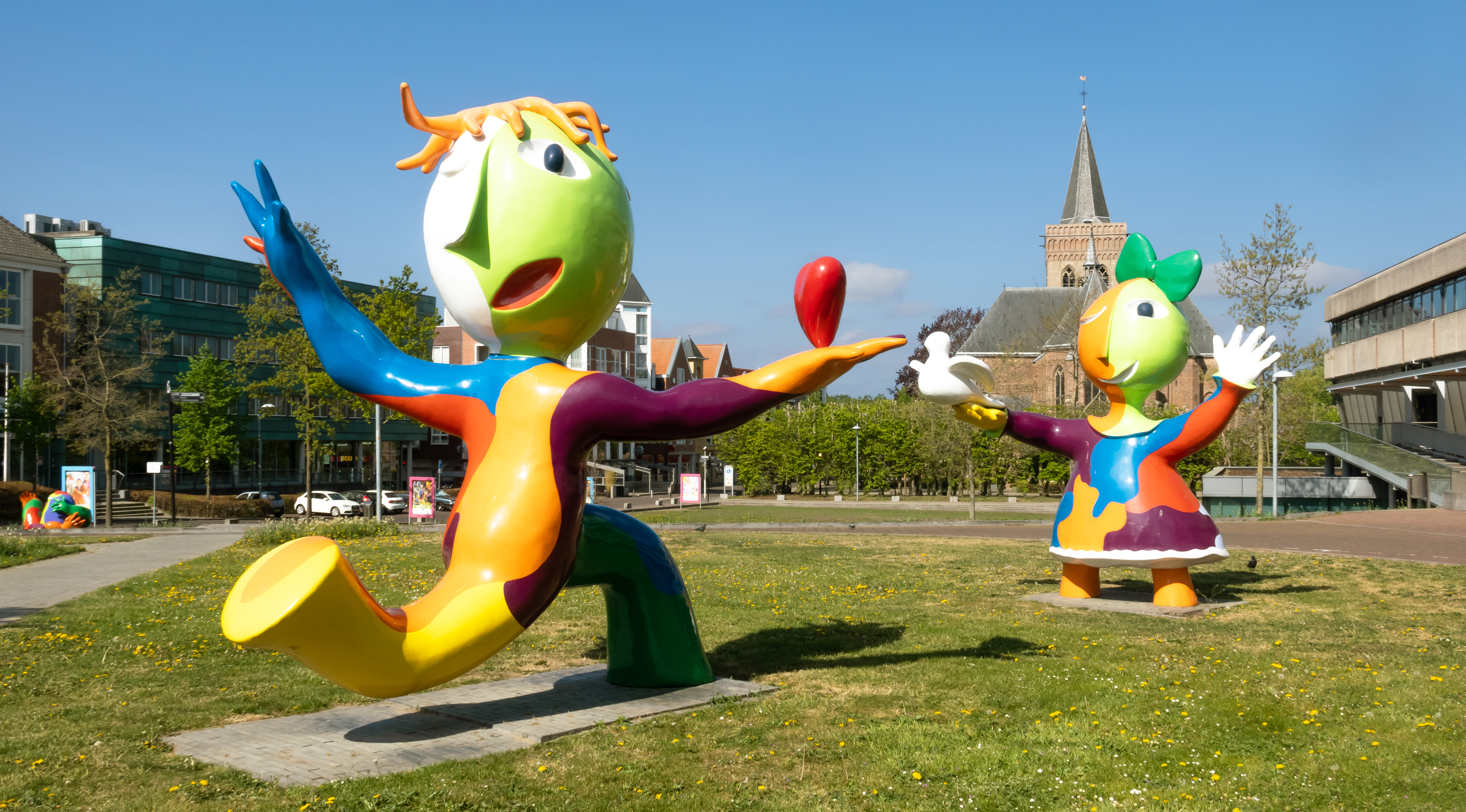
Ede, Skulpturen des Künstlers Juan Ripolles vor dem Rathaus
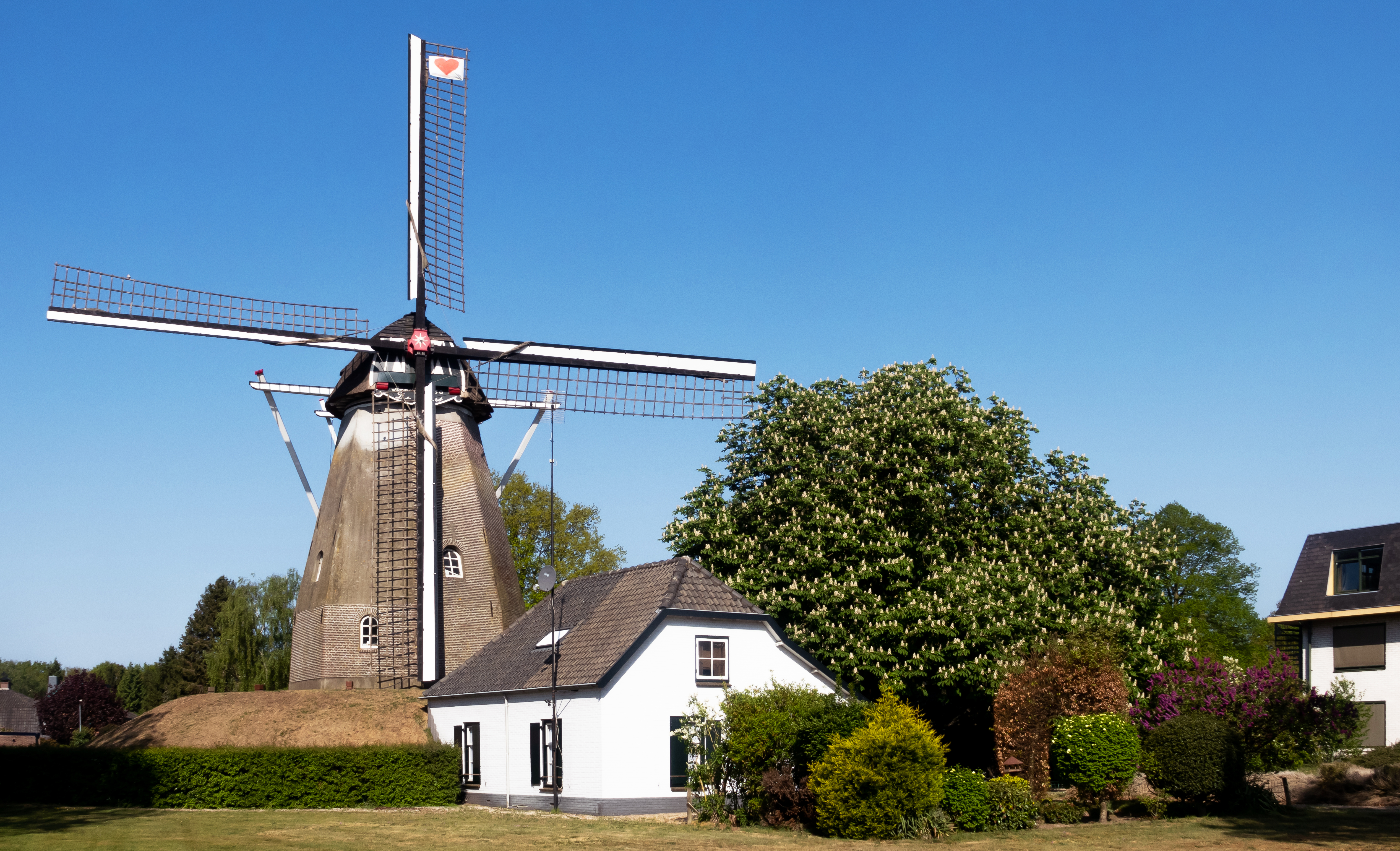
Ede, Mühle: de Keetmolen
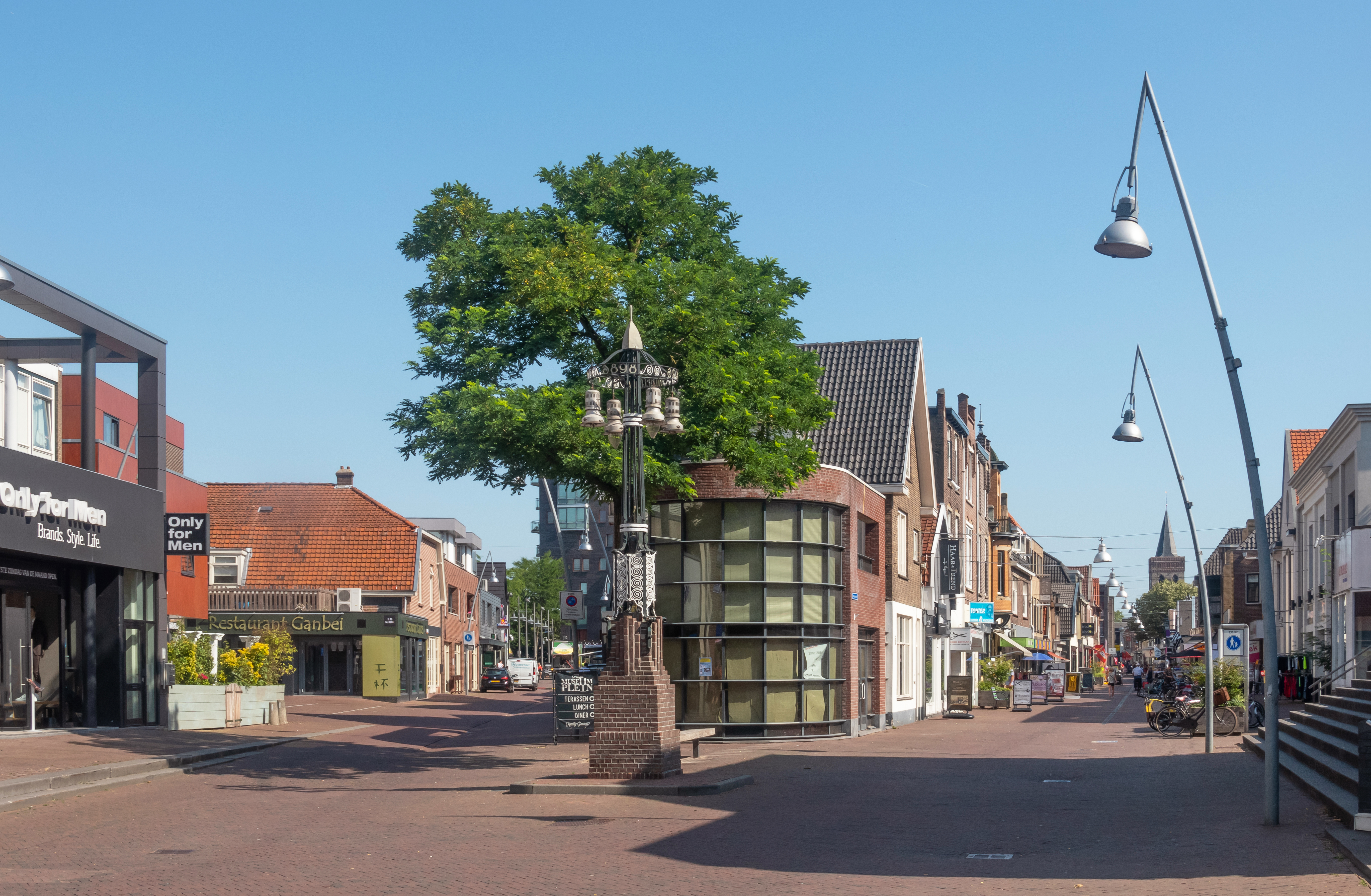
Ede, Strassebild vom Maanderplein
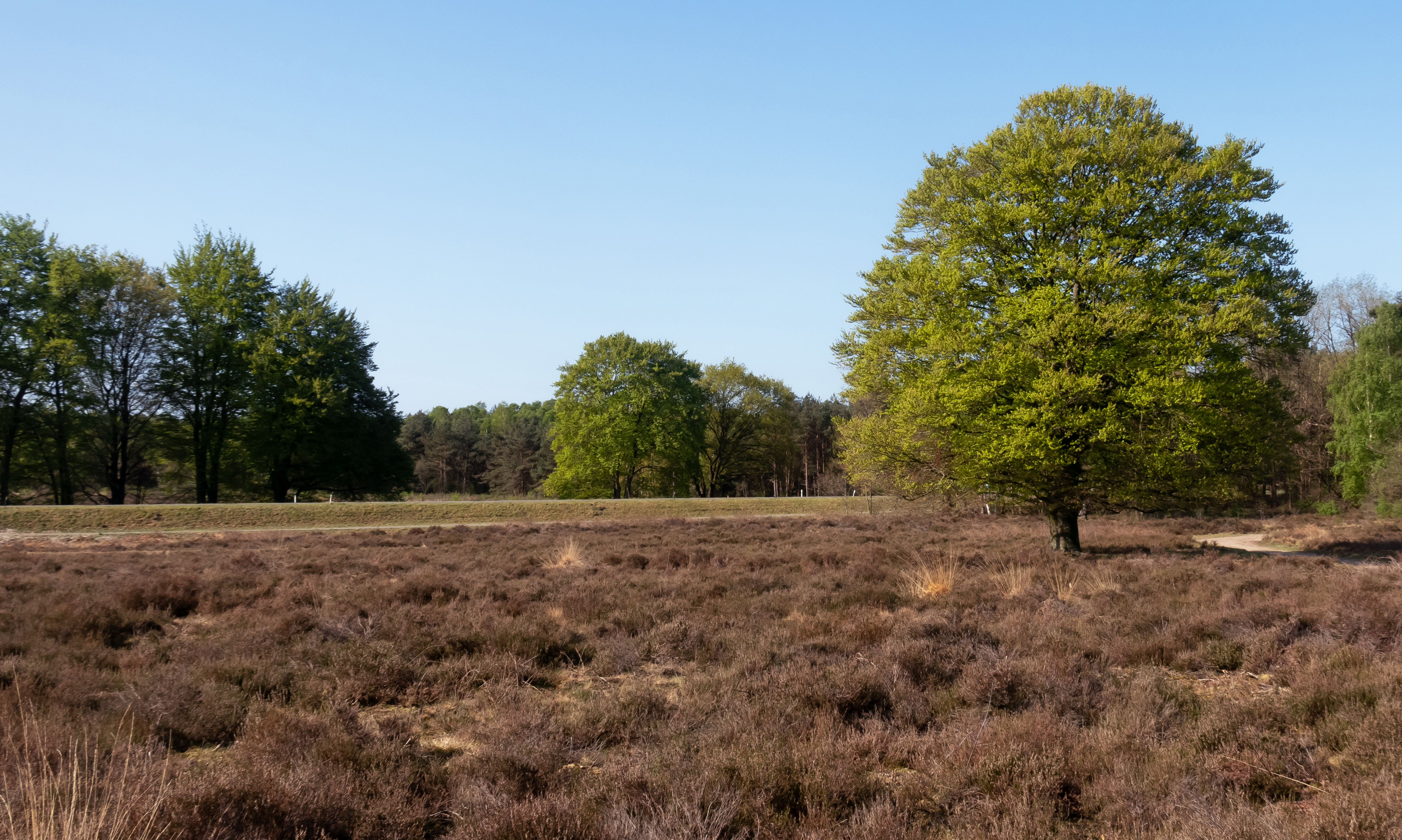
Edese Hei, Baum im Moor
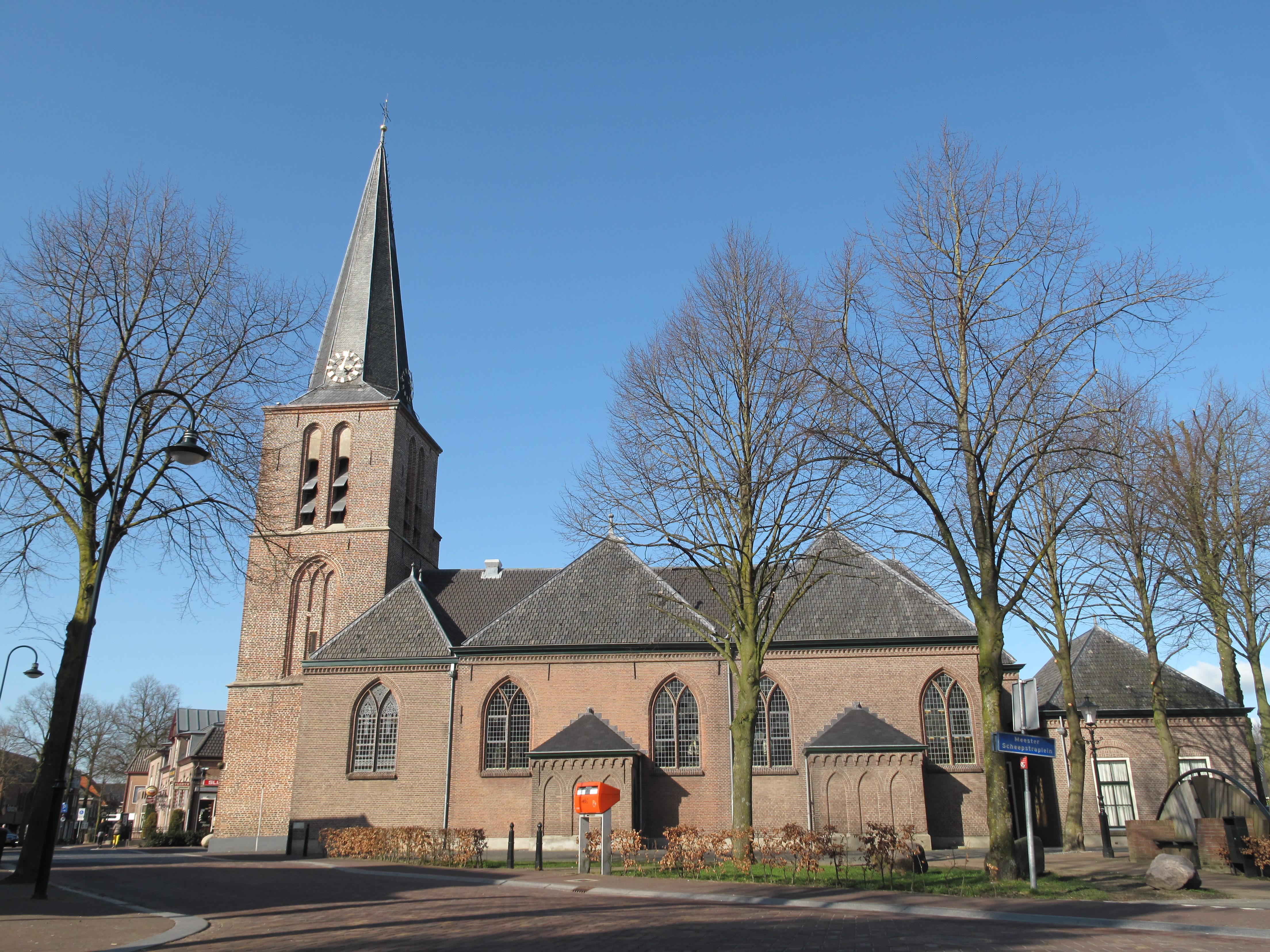
Lunteren, Kirche: de Oude Kerk
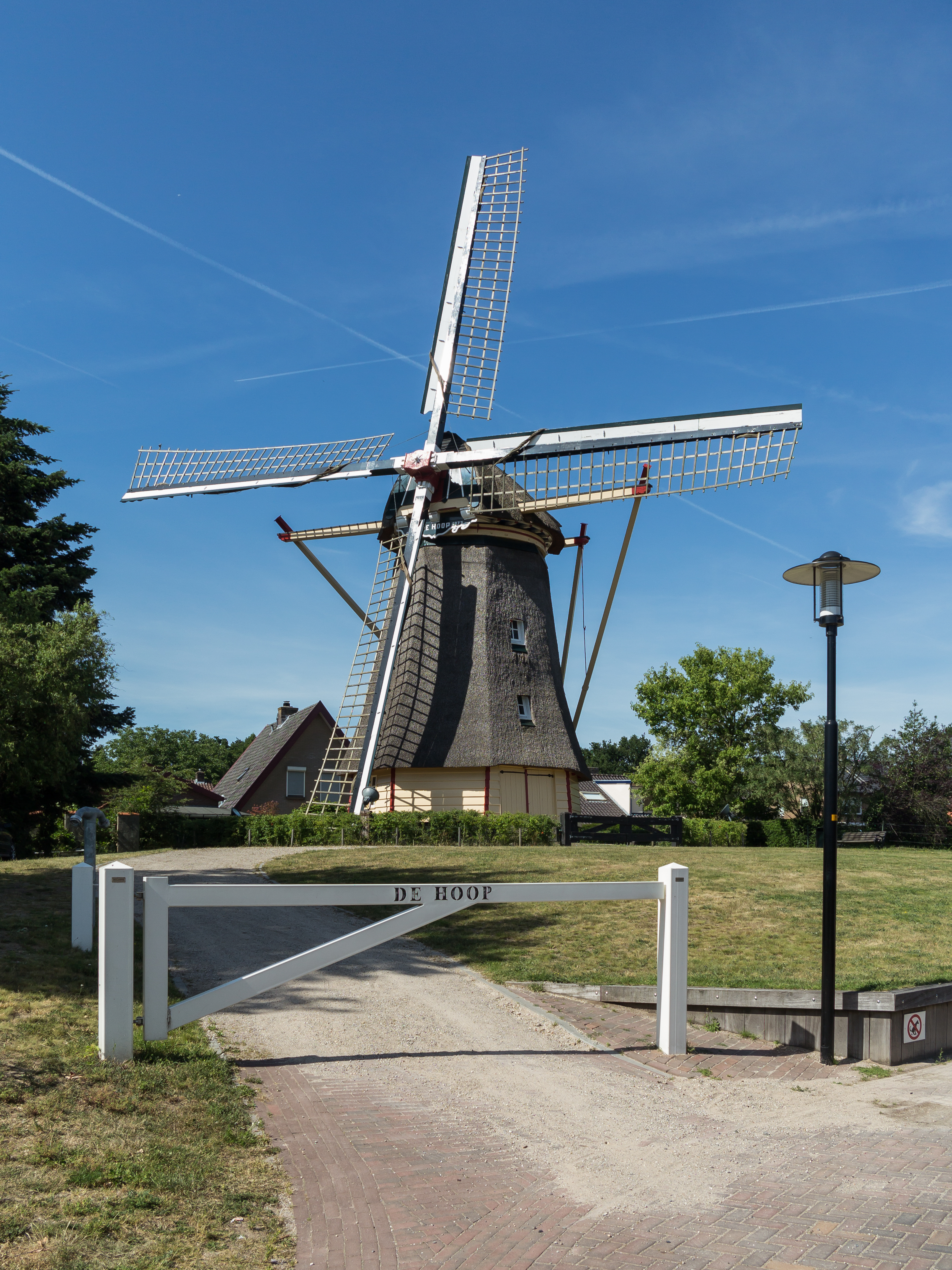
Lunteren, Mühle: windkorenmolen de Hoop
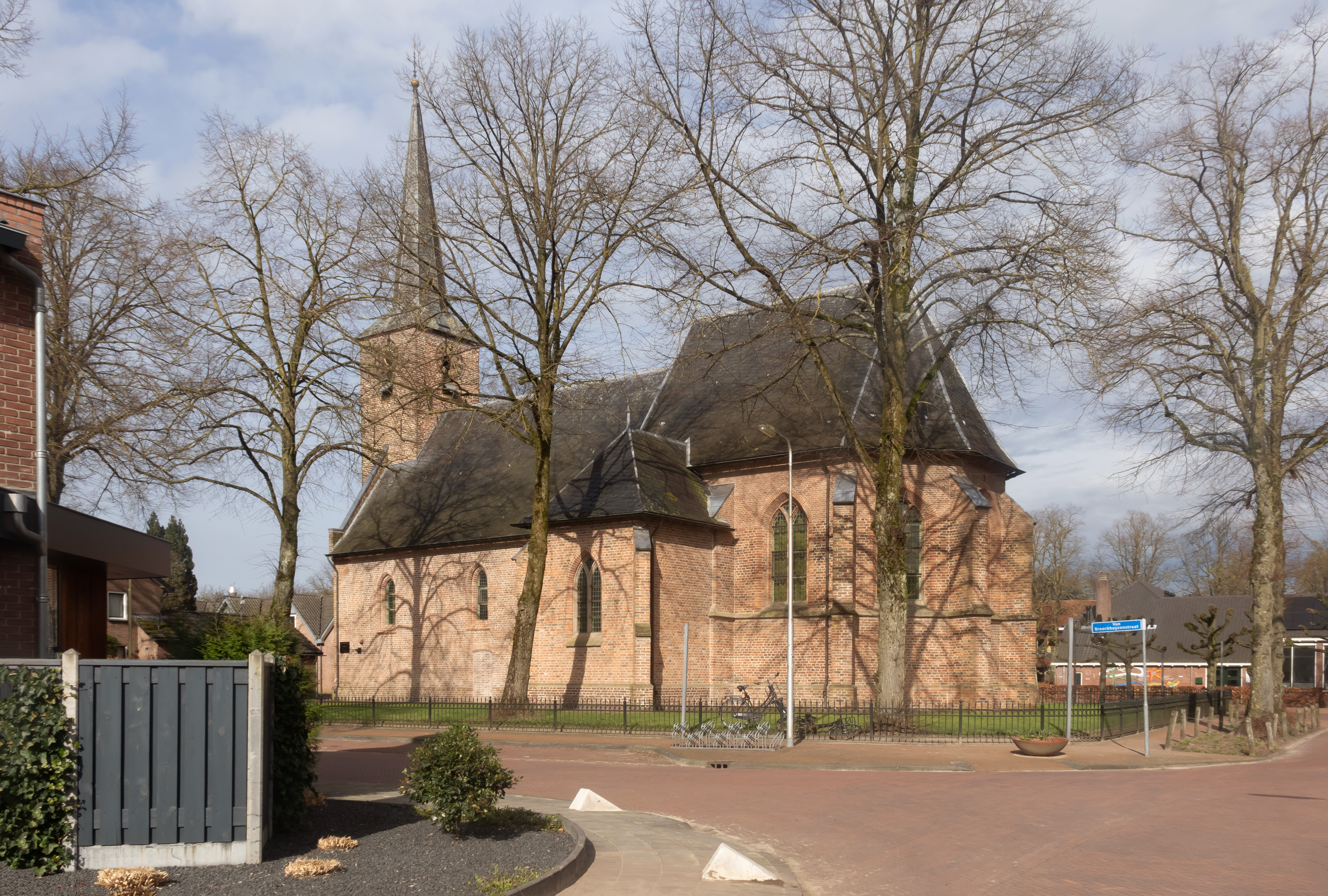
Otterlo, die reformierte Kirche

## Persönlichkeiten

### Söhne und Töchter der Stadt
- Jaco de Bakker (1939–2012), Informatiker
- Martien Beenen (1933–2024), Jazzmusiker
- Mark Harbers (* 1969), Politiker
- Wopke Hoekstra (* 1975), Politiker
- Eva Hovenkamp (* 1996), Sprinterin
- Ruben Knab (* 1988), Ruderer, Vize-Weltmeister im Achter
- Jaap van Lagen (* 1976), Rennfahrer
- Lola Moolhuijzen (* 2004), Wasserballspielerin
- Angela Postma (* 1971), Schwimmerin
- Dick Schoenaker (* 1952), Fußballspieler
- Jasper Somsen (* 1973), Jazzmusiker
- Kees Staf (1905–1973), Politiker
- Marianne Thieme (* 1972), Tierschützerin, Publizistin und Politikerin
- Hennie Top (* 1956), Radrennfahrerin und Radsporttrainerin
- Melvin van der Voort (* 2005), Motorradrennfahrer
- Mark Verkuijl (* 2006), Fußballspieler